# Parafia św. Rafała Kalinowskiego w Krakowie
Parafia św. Rafała Kalinowskiego w Krakowie – parafia rzymskokatolicka należąca do dekanatu Kraków – Borek Fałęcki archidiecezji krakowskiej położona na osiedlu Kliny Zacisze.

## Historia parafii
Parafia została erygowana przez kardynała Franciszka Macharskiego 1 stycznia 2002.
Tereny nowej parafii zostały wydzielone z parafii Matki Bożej Królowej Polski w Kobierzynie oraz z parafii św. Jadwigi Królowej w Swoszowicach.

### Kościół parafialny
W 2003 poświęcono tymczasową kaplicę. Od tego czasu parafia zyskała samodzielność (dotąd wszystkie nabożeństwa odbywały się w kościele Matki Bożej Królowej Polski).
27 sierpnia 2008, po wydaniu niezbędnych pozwoleń oraz uroczystym poświęceniu placu budowy, na działce znajdującej się przy ulicy Komuny Paryskiej, rozpoczęto budowę kościoła parafialnego. W 2009 roku ułożono fundamenty i wzniesiono ściany świątyni. W kolejnym roku przykryto budynek żelbetowym stropem. Pierwsza Msza Święta w nowym kościele - Pasterka w Boże Narodzenie 2010 roku - odprawiona została w surowych murach bez okien i drzwi, w zimnie i mgle. W 2011 ukończono dach uwieńczony wieżyczką z krzyżem, wprawiono okna i prowizoryczne drzwi. W maju tego roku abp. Stanisław Dziwisz uroczyście wmurował kamień węgielny w ścianę przedsionka kościoła. W 2012 wykończono pomieszczenia w podziemiach kościoła oraz wykonano instalację grzewczą i tynki wewnątrz świątyni, a w listopadzie parafia przyjęła wizytację kanoniczną bpa Grzegorza Rysia. W styczniu 2013 wykonano posadzkę z płyt granitowych i marmurowych, a od 3 lutego nabożeństwa już odbywały się w nowym budynku, zamontowano też profesjonalne nagłośnienie, dębowe drzwi wejściowe oraz barierki na chórze i schodach. W maju parafia przeżywała nawiedzenie kopii Obrazu Pana Jezusa Miłosiernego oraz relikwii św. siostry Faustyny. W tym też roku odprawiono ostatnią Mszę Świętą w kaplicy. Odcinek ulicy Komuny Paryskiej wiodący obok kościoła został w 2013 roku przemianowany na ulicę bpa Albina Małysiaka, a budynek otrzymał numer 1. W 2014 otynkowano ściany od zewnątrz, zbudowano wieżę oraz wybrukowano plac obok kościoła. 

## Terytorium parafialne
Parafia obejmuje ziemie osiedla Kliny Zacisze wchodzącego w skład Dzielnicy VIII Dębniki i Dzielnicy X Swoszowice.
Ulice: Anusi, Arktyczna, Babinicza, Babińskiego nr parzyste, Bartla, Billewiczów, Bpa Albina Małysiaka, Braci Kiemliczów, Butrymów, Centkiewiczów, Czeppe, Dęboroga, Drozdowskich, Działowskiego, Galaktyczna, Geremka, Kamieniecka, Ketlinga, Komuny Paryskiej, Korpala, Krymska, Laudańska, Mieczykowa, Orleańska, Pawła z Krosna, Pod Dębami, Pod Strugą, Polarna, Sidzińska, Soroki, Spacerowa, Szwed- Śniadowskiej, Wicherkiewicza, Zaporoska, Zawiła nr parzyste do skrzyżowania z Borkowską, Zbaraska.

## Duszpasterze

### Proboszczowie
- ks. Jan Kubiś od 2001 do 2006[1]
- ks. kanonik Jan Jarco od 1 lipca 2006[2]

### Wikariusze
- ks. Robert Stanuszek od 2003 do 2004
- ks. Robert Kowalczyk od 2004 do 2007
- ks. Adam Ból od 2007 do 2013
- ks. Adam Kurdas od 2013 do 2018
- ks. Henryk Jurczasiak od 2018 do 2021
- ks. Bartłomiej Skwarek od 2021

## Wspólnoty parafialne
- Duszpasterska Rada parafialna
- Wspólnota Żywego Różańca
- Wspólnoty Kręgi Domowego Kościoła
- Grupa studyjna Jana Pawła II
- Grupa modlitewna
- Ministranci
- Lektorzy
- Oaza
- Scholka